# Gerani de fulla retallada
Gerani de fulla retallada (Geranium dissectum) és una espècie de geranàcia holàrtica.

## Etimologia
- Geranium: esdevé del mot grec γεράνιον (geránion), després del llatí geranĭon, ambdues signifiques 'bec de grua', per la forma del fruit, que recorda, com quasi de totes les Geraniaceae, d'alguna manera al bec de tals ocells. Aquesta nomenclatura es esmentada per Dioscòrides i Plini, és el nom de dues plantes que els autors suposen que serien Geranium tuberosum i Erodium malacoides, a més, Plini d'una tercera, que s'ha pensat que podria ser Myrrhis odorata.[2]
- dissectum: superlatiu del mot llatí dissecto (tallar profusament). Nom donat per les seues fulles altament dividides.[3]

## Hàbitat i distribució
Creix en pastures de teròfits, talussos, vores de camí, zones ruderals, cultius, bardisses, boscos de ribera, alzinars, rouredes, prats humits, jonqueres de la regió mediterrània (Molinio-Arrhenatheretea). A l'estatge montà viu sobretot en terres cultivades i a la vegetació ruderal (Ruderali-Secalietea). Creix a plena llum encara que suporta ombra. Necessita de calor moderada i no suporta les gelades tardanes ni les temperatures extremes. Els sòls han de ser moderadament secs a humits, rics en bases; pH 5.5 - 8 (planta bioindicadora d'alcalinitat). Pel que fa al nitrogen prefereix els sòls moderadament pobres o lleugerament rics, mai present en sòls molt fertilitzats.
Distribució holàrtica. Es pot trobar a Europa (excepte l'extrem septentrional), Àfrica del Nord, Àsia central i Àsia Sud-oriental, la Macaronèsia (Açores, Madeira i Canàries). Ha estat introduït a Nord-amèrica, Sud-amèrica, el Japó, Austràlia, Sud-àfrica i Hawaii. Als Països Catalans habita a les Comarques marítimes (de la Fenolleda i del Rosselló al Tarragonés i a les Muntanyes de Prades), al territori sicòric (la Noguera i l'Urgell), al territori auso-segàrric (Osona i Bages), ascendeix fins al Ripollés, a la Baixa Cerdanya i al Pallars Jussà. Des del nivell del mar fins als 1200 m. També creix al territori catalanídic meridional (L'Alcalatén, etc.) al territori diànic (de la Ribera Baixa a la Marina Baixa) fins als 1300 m, i a totes les Illes Balears de 0 fins als 860 m.

## Descripció
Teròfit herbaci anual amb una tija de 7-69 cm, foliat, erecte i pilós. Els pèls fan 0,5-1,2 mm, no glandulífers, retrorsos i no adpresos. Les fulles basals es configuren en forma de roseta més o menys persistent. El limbe és de 2,4-8 x 2,5-5,4 cm de contorn poligonal, palmatipartit, dividit en el 0,74-0,94 de la seua longitud, pilós amb pèls no glandulífers, més o menys adpresos, segments 5-7, ròmbics 2-5 mm d'amplària en la seua base, amb 3-9 lòbuls en la meitat superior. Les fulles són caulinars generalment oposades, a vegades les dels nusos basals poden ser alternes. El pecíol pot mesurar fins a 16 cm i pilós, amb pèls de 0,4-1,2 mm, generalment no glandulífers, i retrorsos o subpatents. Les estípules de 3,4-9,7 x 1-3 mm són lanceolades, a vegades lobades i piloses al revers (amb pèls no glandulífers) i glabres a l'anvers.
Les flors estan agrupades en dicasis pedunculats, d'uns 0,6-5 cm, i pilosos amb pèls de fins a 1,2 mm, no glandulífers, més o menys patents i, a vegades algun xicotet pèl glandulífer. Les bractèoles mesuren 2-4,8 x 0,4-0,9 mm, són lanceolades, piloses al revers (amb pèls no glandulífers) i glabres a l'anvers, i ciliades. Els pedicels fan 0,6-1,3 cm, són erectes, pilosos amb pèls de 0,3-0,7 mm, no glandulífers, més o menys patents i pèls glandulífers de 0,2- 0,6 mm, més o menys patents, rares vegades només amb pèls no glandulífers. El conjunt peduncle-pedicel és menor que la fulla axil·lar, excepte a vegades en la part superior de la inflorescència. Els sèpals tenen 4,2-7,1 x 1,8-3,6 mm, són mucronats, amb un mucró de 0,85-2 mm, i no acrescents, marge escariós de 0,1-0,2 mm, amb pèls glandulífers de 0,2-0,8 mm i no glandulífers de 0,3-0,7 mm (rares vegades només amb pèls no glandulífers), més o menys patents. Els pètals mesuren 2,9-5,8 x 1,7-2,8 mm, són erectes-patents, emarginats, amb una escotadura de 0,5 mm, amb l'ungla curta, glabres al revers, ciliats en el marge basal amb un dens floc en cada costat i purpuris. Presenten 10 estams, tots amb anteres. El filaments té 1,2-3 mm i és més curts que els sèpals, abruptament eixamplats en la base, aquesta fa d'1 x 0,5 mm. A més són glabres en totes dues cares, ciliats en tota la seua longitud i blanquinosos. Les anteres mesuren 0,4-0,55 x 0,25-0,5 mm, purpúries. El pol·len és blavós. Els nectaris són glabres. El gineceu té 1,1-3 mm, amb els estigmes purpuris.
El fruit de 15,1-18,5 mm de longitud, amb mericarpis de 2,3-2,9 x 1,7-2,2 mm, llisos, de base no estreta i sense call, amb una prolongació triangular en la base del mericarpi, són pilosos amb pèls de 0,2-0,7 mm, no glandulífers, més o menys patents i a vegades pèls glandulífers de 0,1-0,5 mm, de color marró, restes estigmàtiques, amb 5 lòbuls pilosos. La llavor fa 1,7-2,2 x 1,2-2 mm, és reticulada i més o menys vermellosa. Floreix d'abril a juliol, i ocasionalment al setembre o octubre. El nombre cromosòmic és 2n = 22.

## Biologia
Aquesta espècie de gerani pot veure's afectada per diversos fongs, com ara Coleroa circinans (clapejat dels geranis), Podosphaera fugax (míldiu), Puccinia polygoni-amphibii (rovell) que també pot afectar Polygonum convolvulus, Ramularia geranii (taques necròtiques) i Uromyces geranii (rust) i Venturia geranii (rovell). Alguns d'aquests també poden parasitar altres geranàcies, com per exemple, espècies del gènere Erodium.
També es coneix un coleòpter fitòfag oligòfag que s'alimenta de les arrels d'aquesta espècie Zacladus exiguus.

## Taxonomia
Es podria confondre amb Geranium colombinum, que també té les fulles molt dividides però es diferencia pels pedicels més curts que la fulla corresponent, pètals més menuts de 4-5 mm i mericarpis pilosos-glandulosos, a més viu en ambients completament diferents, llocs pedregosos sobretot de la muntanya. Floreix a l'abril fins a principis de l'estiu.
Alguns geranis que solen ser adventícies poden confondre's. Ací una taula comparativa de trets de les tres espècies que més poden portar a error:
|                    | G. dissectum                          | G. molle                          | G. rotundifolium                                           |
| ------------------ | ------------------------------------- | --------------------------------- | ---------------------------------------------------------- |
| Cicle              | Anual                                 | Anual                             | Anual                                                      |
| Cotiledons         | Reniformes, de 8 x 12 mm              | Reniformes, de 9-12 mm            | Reniformes, de 9-12 mm                                     |
| Fulles             | Des de la segona fulla, palmatisectes | Palmatífides o palmatipartides    | Palmatífides o palmatipartides i amb punts rojos als sinus |
| Indument           | Plucescent-glandulós                  | Plucescent-glandulós              | Plucescent-glandulós                                       |
| Corol·la           | Pètals emarginats                     | Pètals emarginats                 | Pètals sencers                                             |
| Fruit (mericarpis) | Pilosos i llisos                      | Glabres i rugosos transversalment | Pilosos i llisos                                           |

## Usos
En temps de fam, l'arrel bullida s'ha usat per l'alimentació quan no es trobava cap altra planta més aprofitable.
Tota la planta, però sobretot les arrels, és rica en tanins. És antisèptica, altament astringent, estíptic i tònic. Una infusió de tota la planta o de les arrels soles s'utilitza en el tractament de la diarrea (especialment per a xiquets i majors), disenteria, còlera, gastroenteritis, sagnat intern, sagnat menstrual excessiu, etc. Exteriorment, s'empra en el tractament de ferides purulentes, hemorroides, candidosi, flux vaginal, inflamacions bucals, etc. És millor collir les arrels quan la planta està a punt de florir, ja que es troba en el seu moment més actiu metabòlicament i, per tant, amb més principis actius. Les fulles s'han de collir abans que la planta grane. Ambdues parts s'han d'assecar per al seu posterior ús.

## Galeria

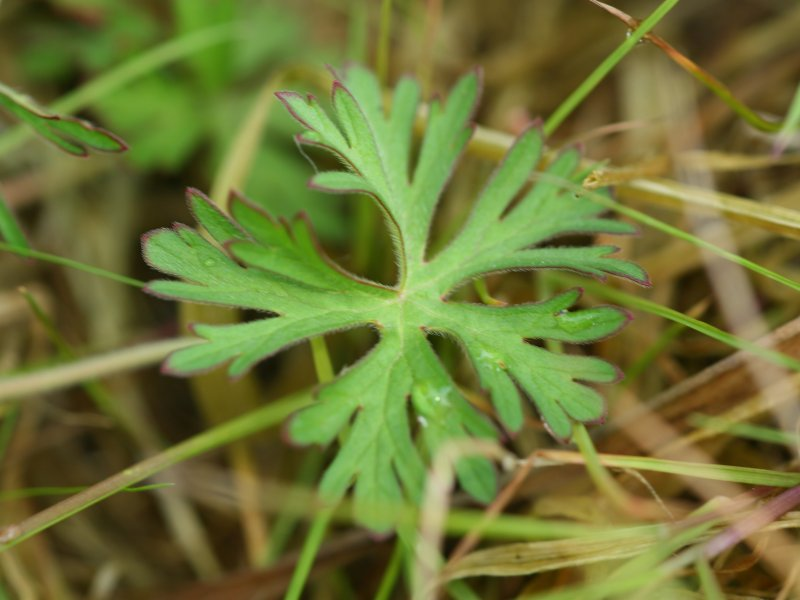
Fulla
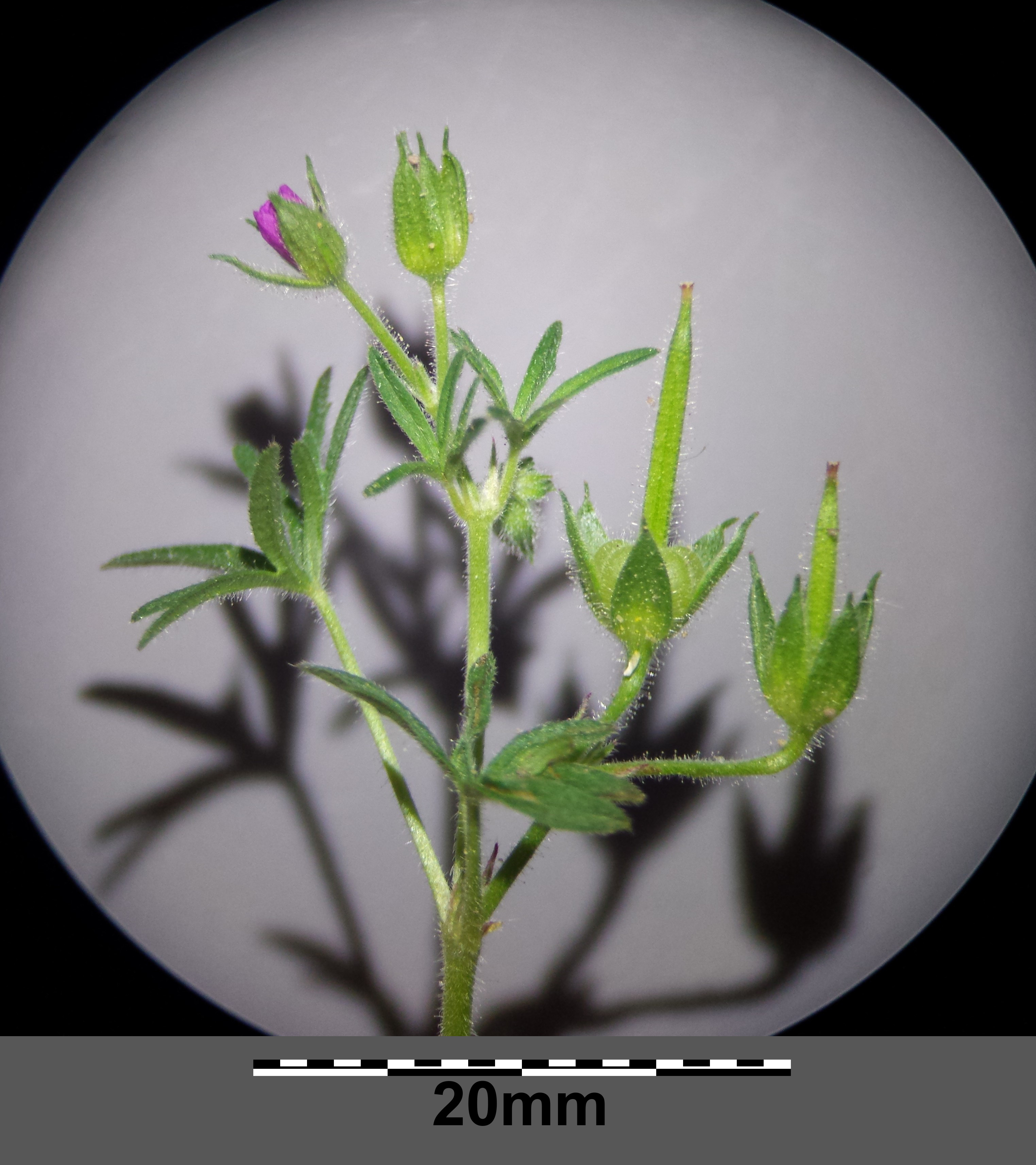
Inflorescència
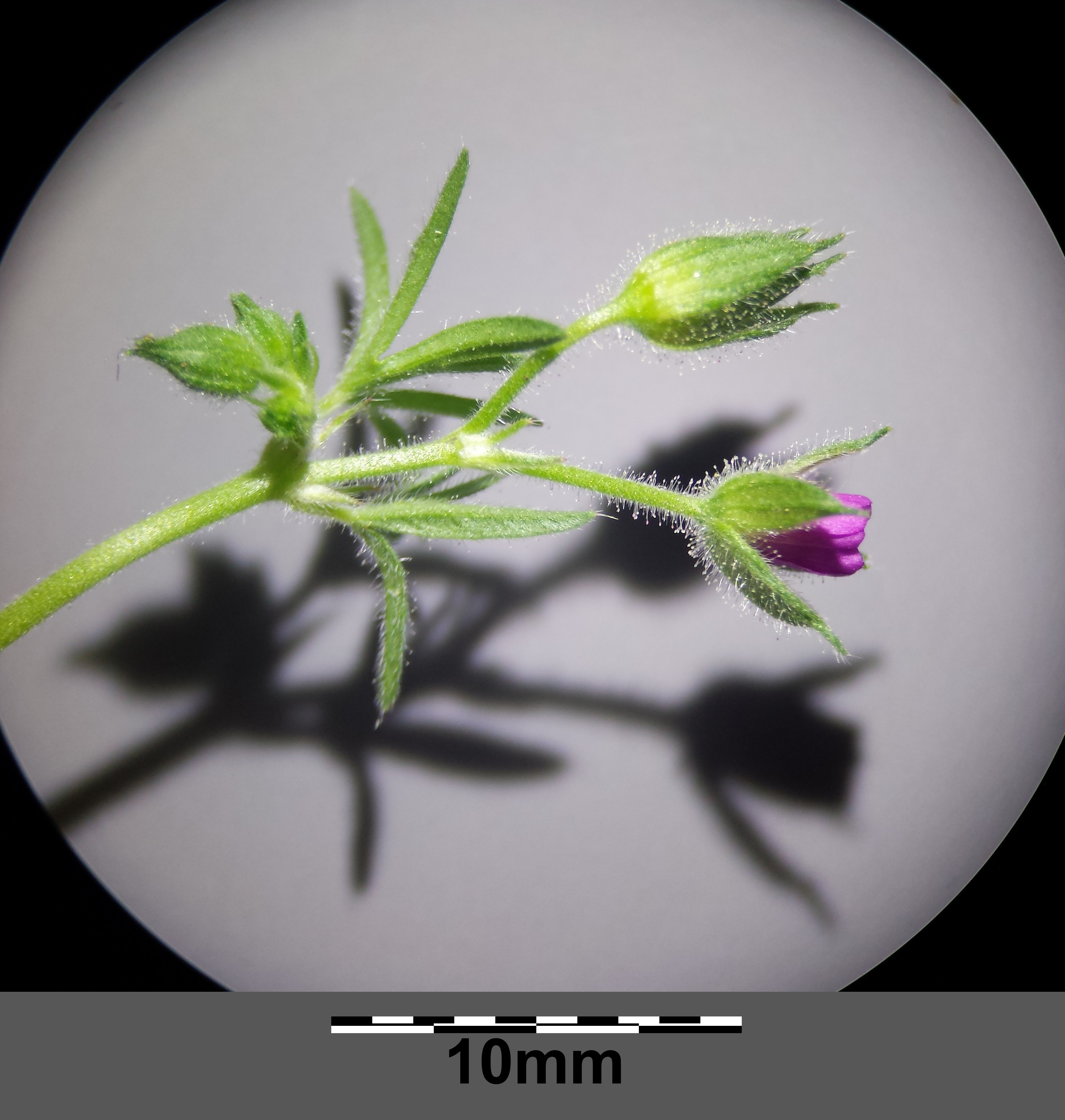
Inflorescència
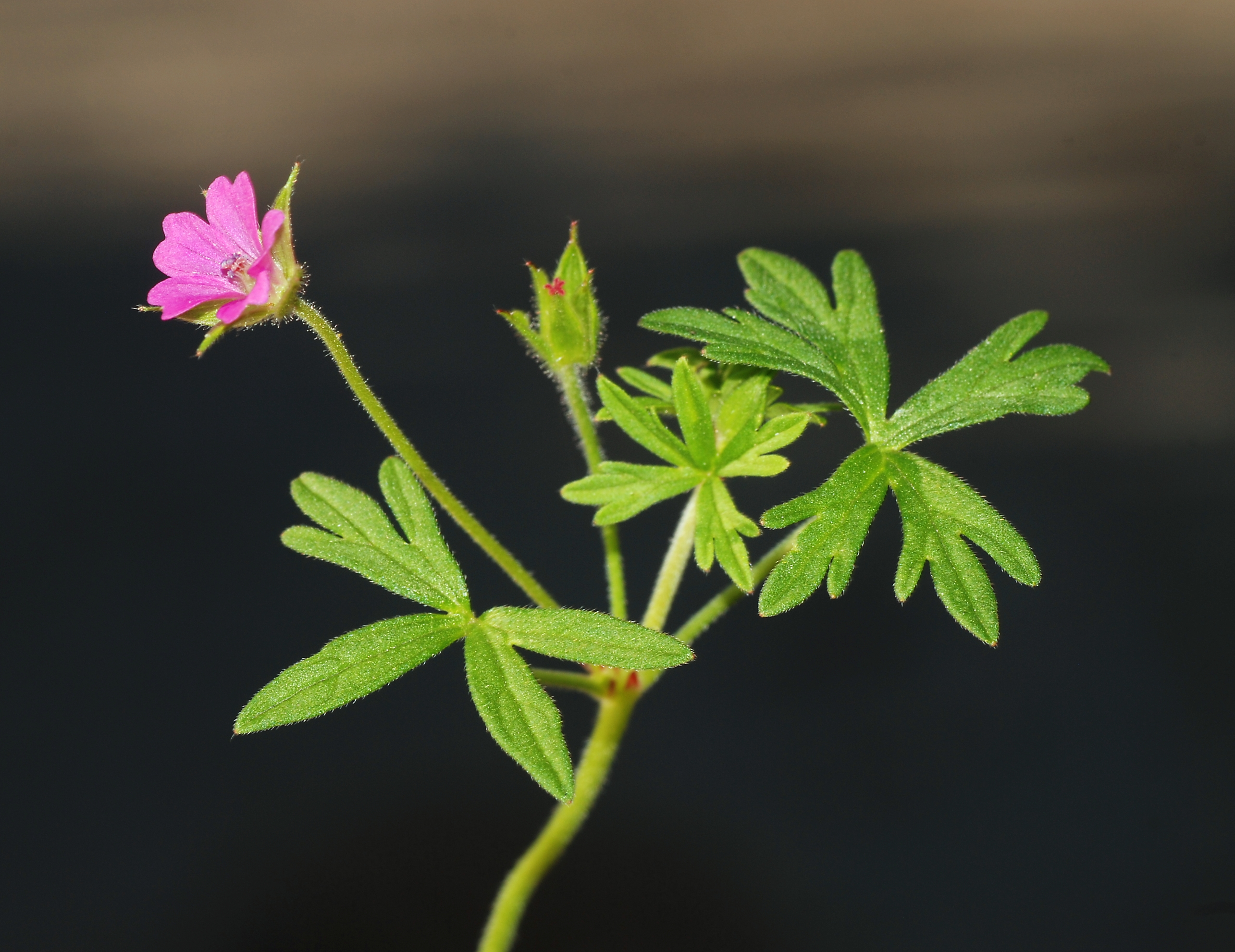
Inflorescència i fulles
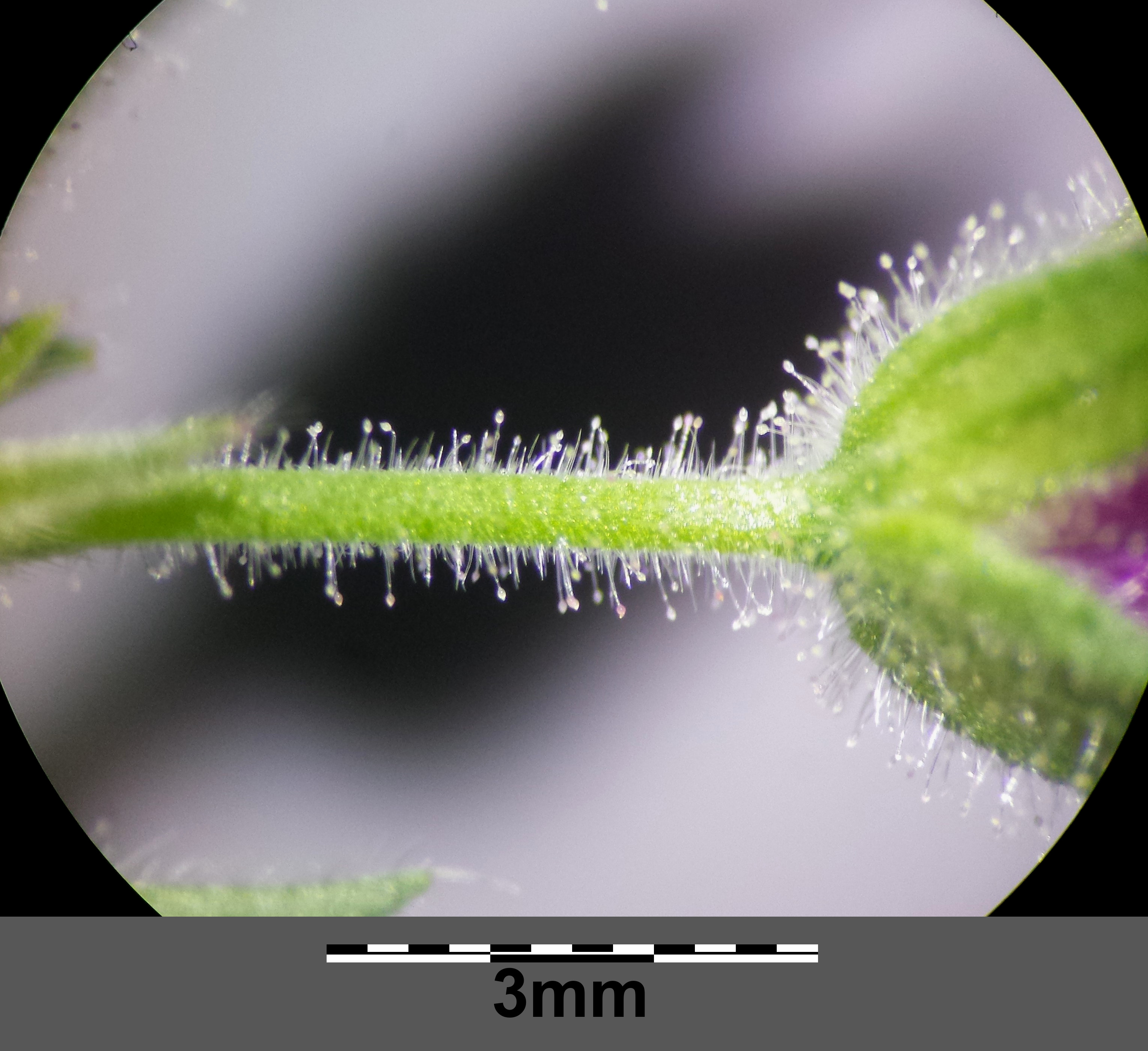
Pedicel amb pèls glandulars
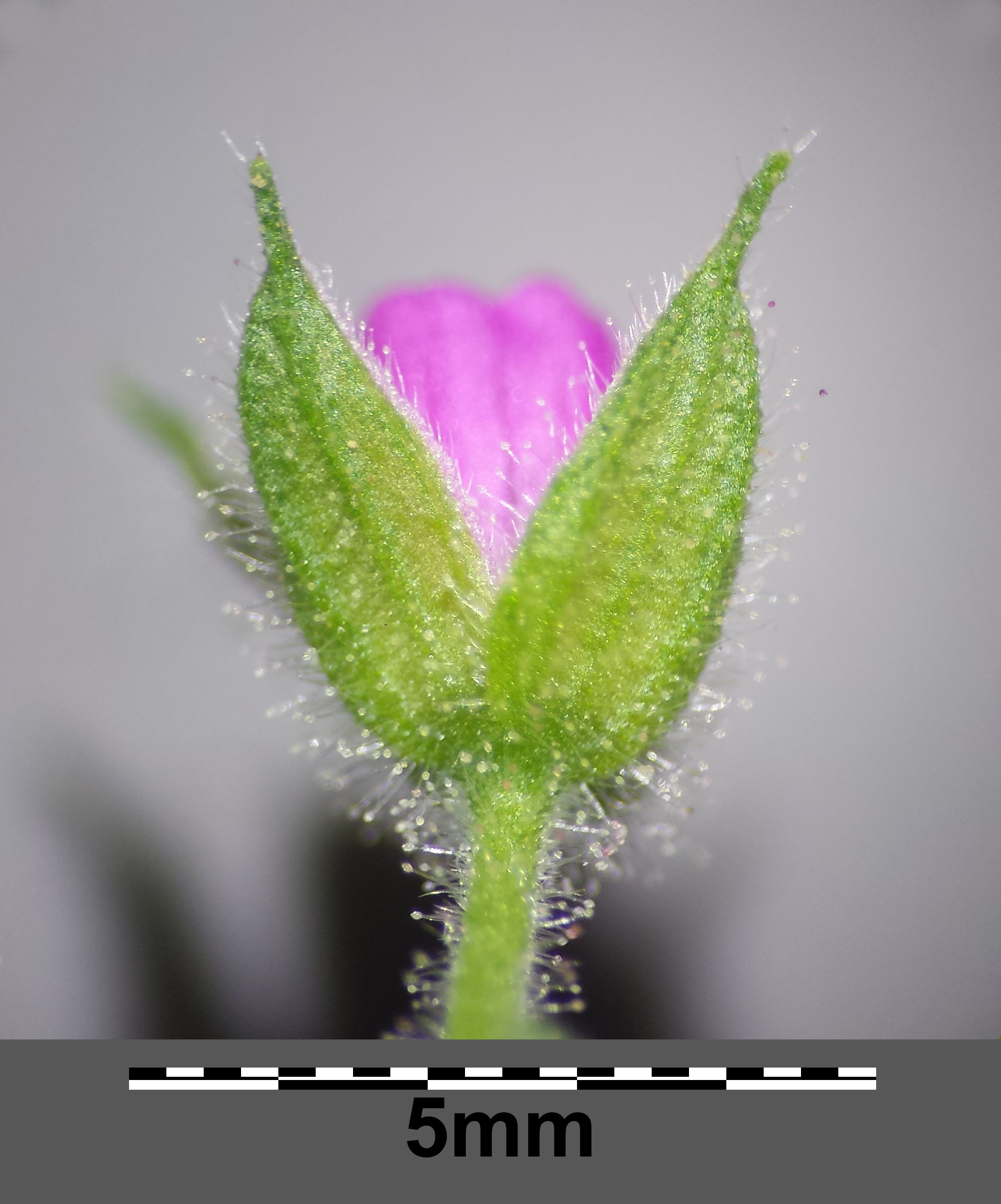
Calze
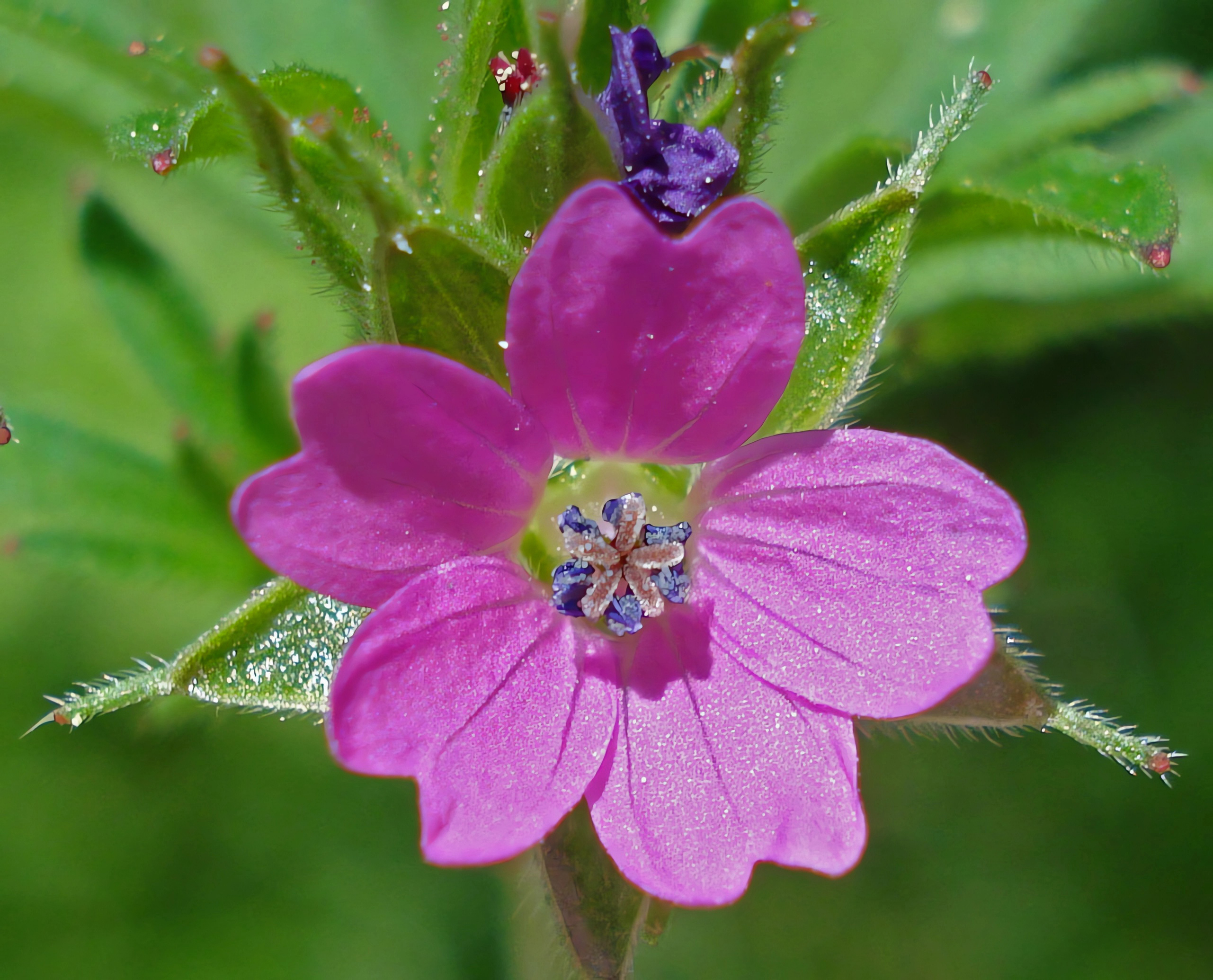
Flor
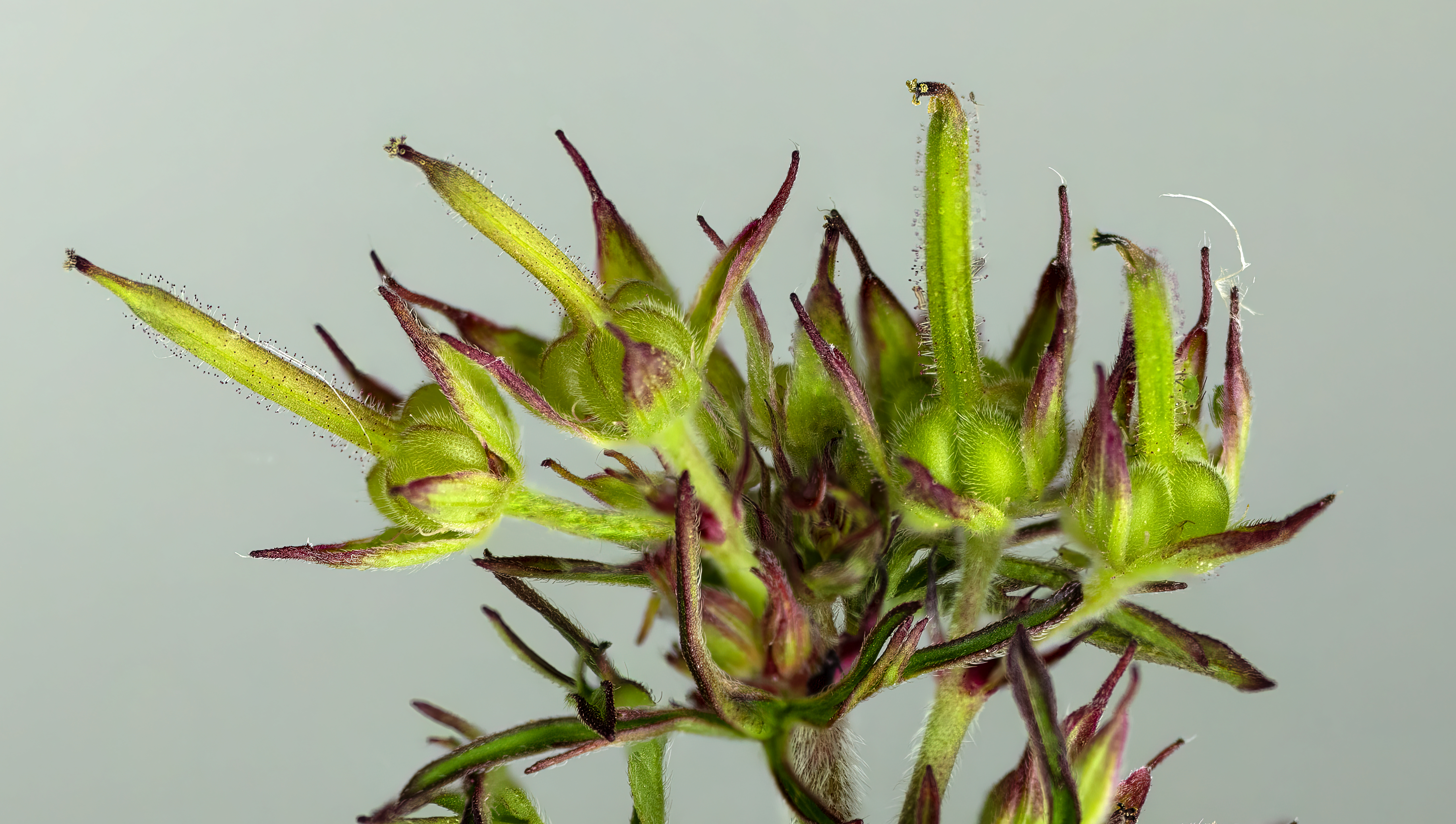
Infructescència verda
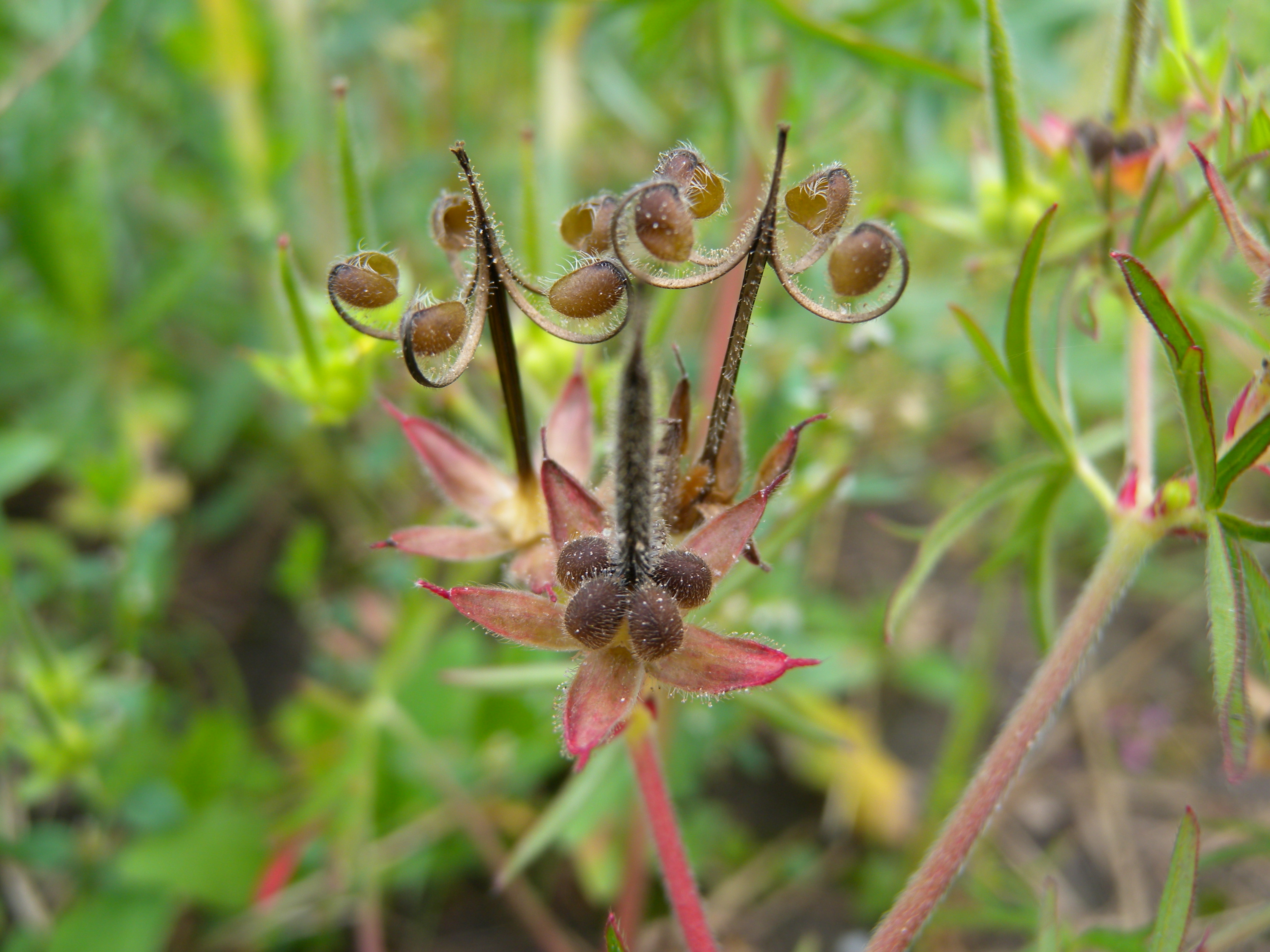
Infructescència seca
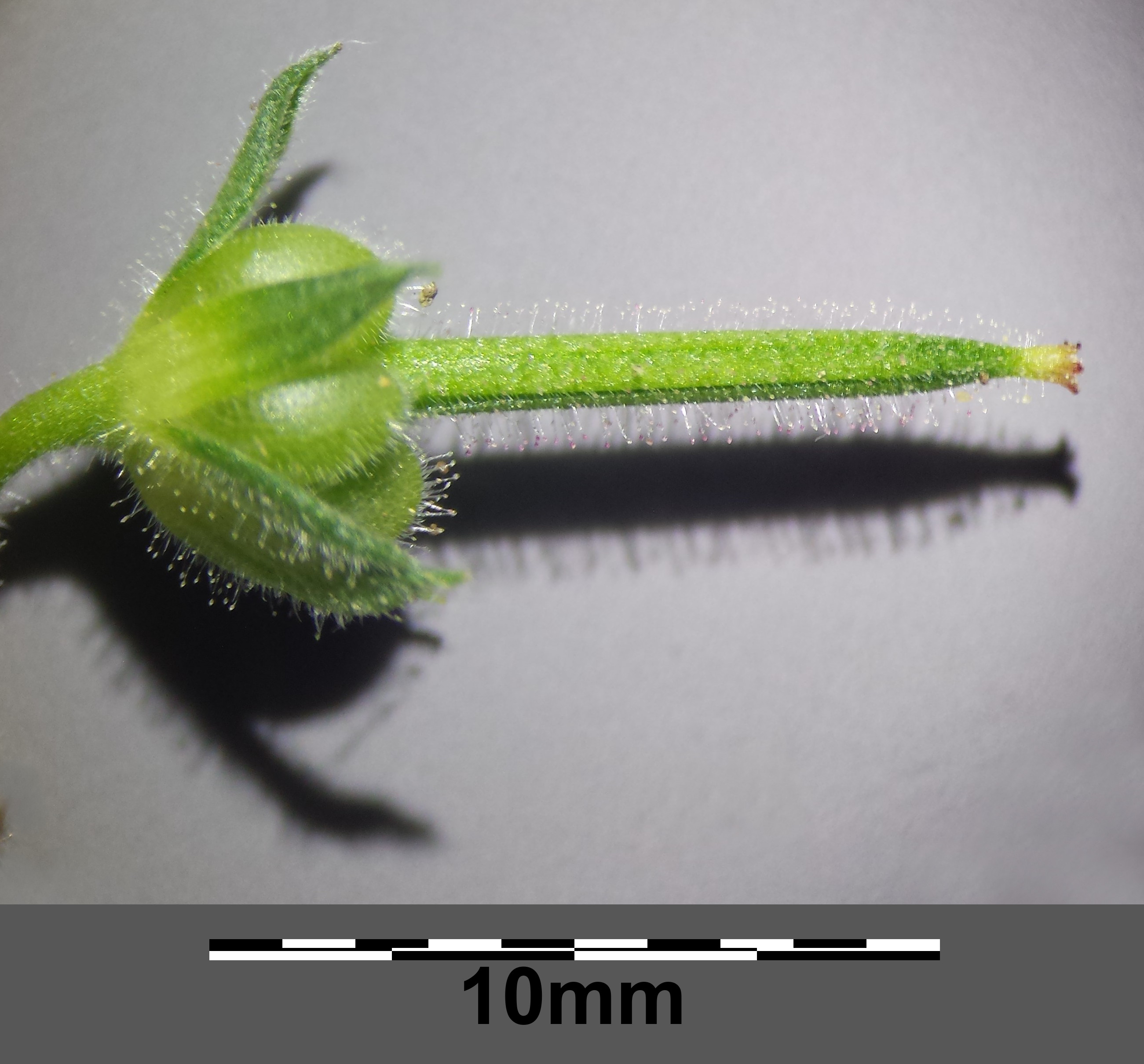
Fruit
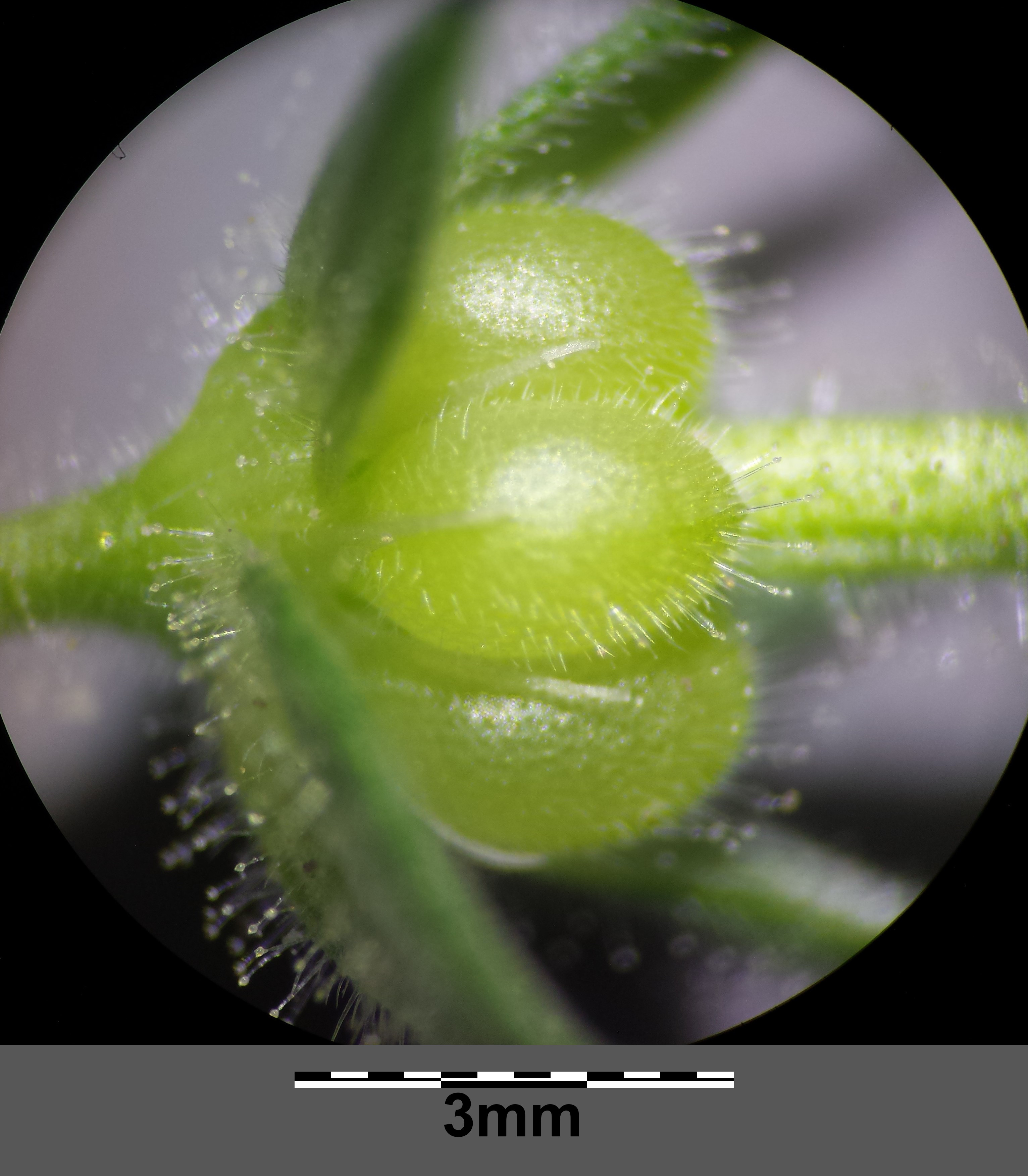
Mericarpis
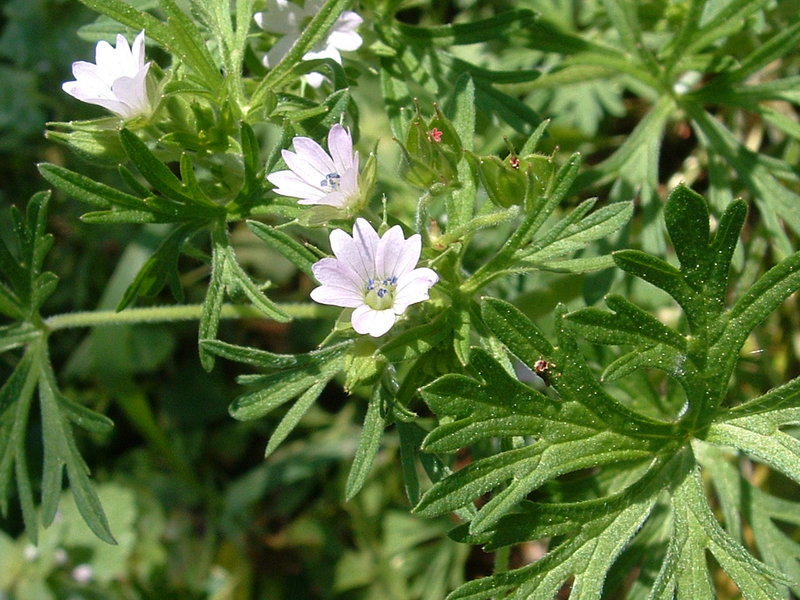
Exemplar de flors blanques
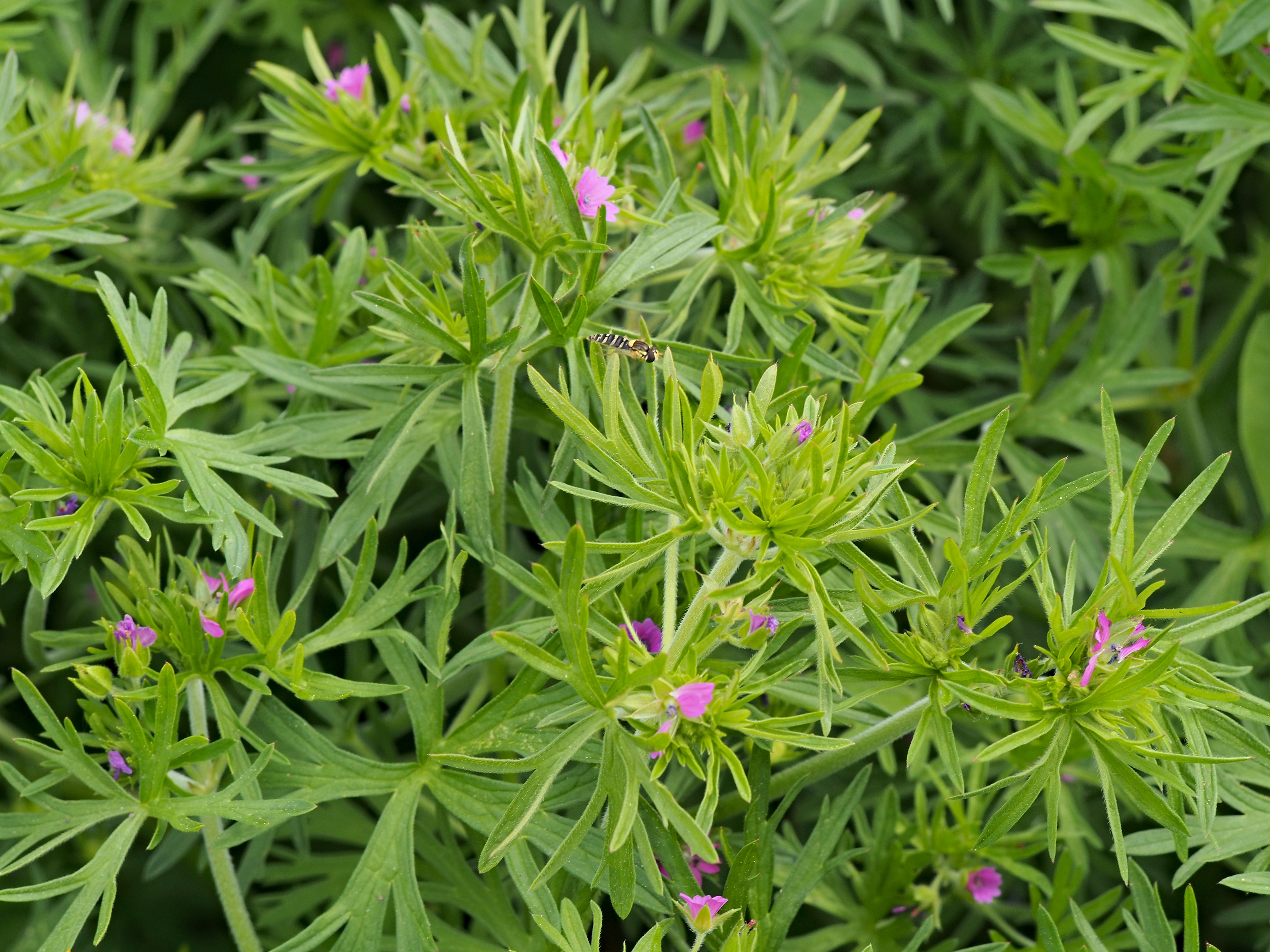
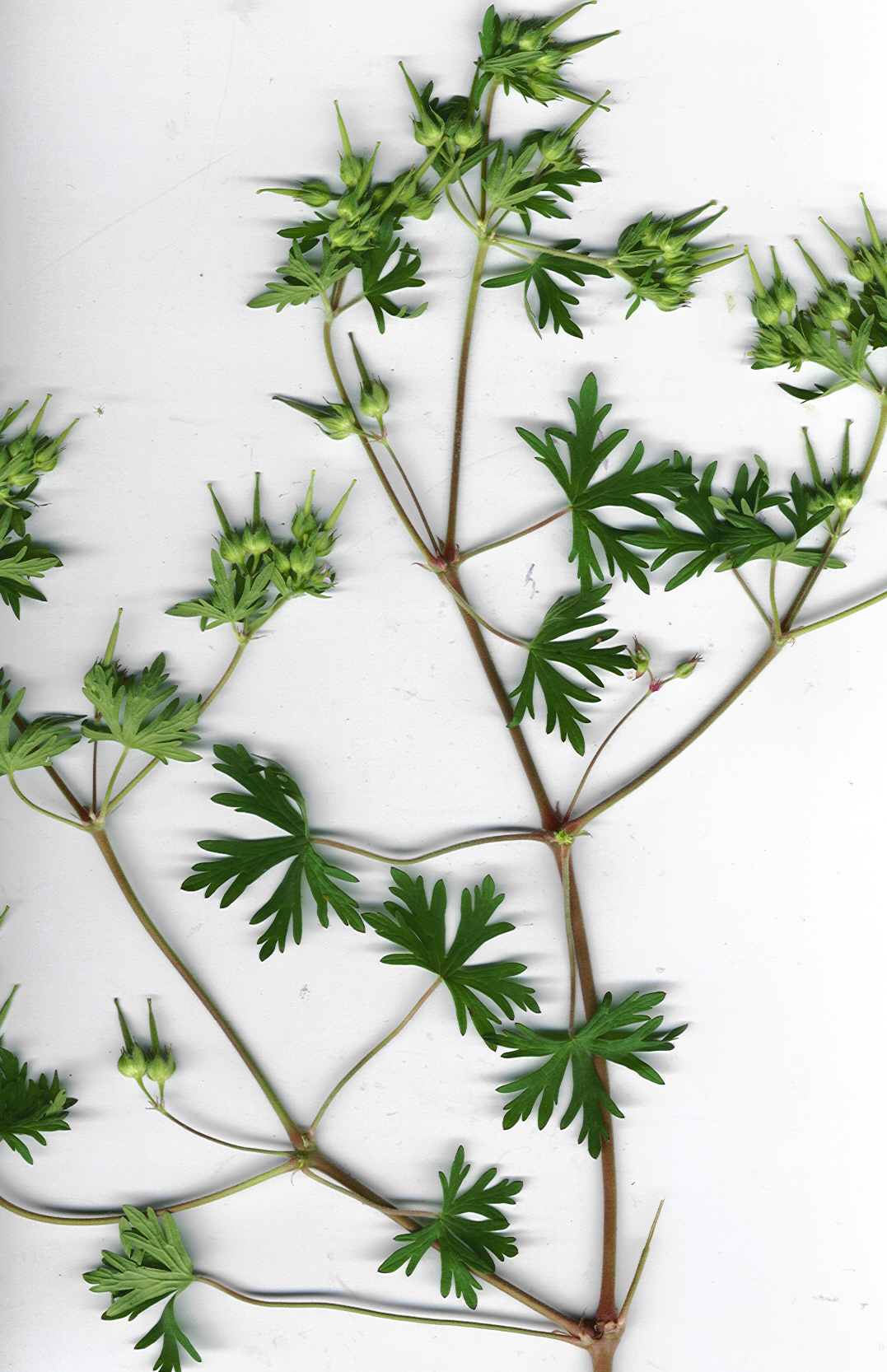
Port
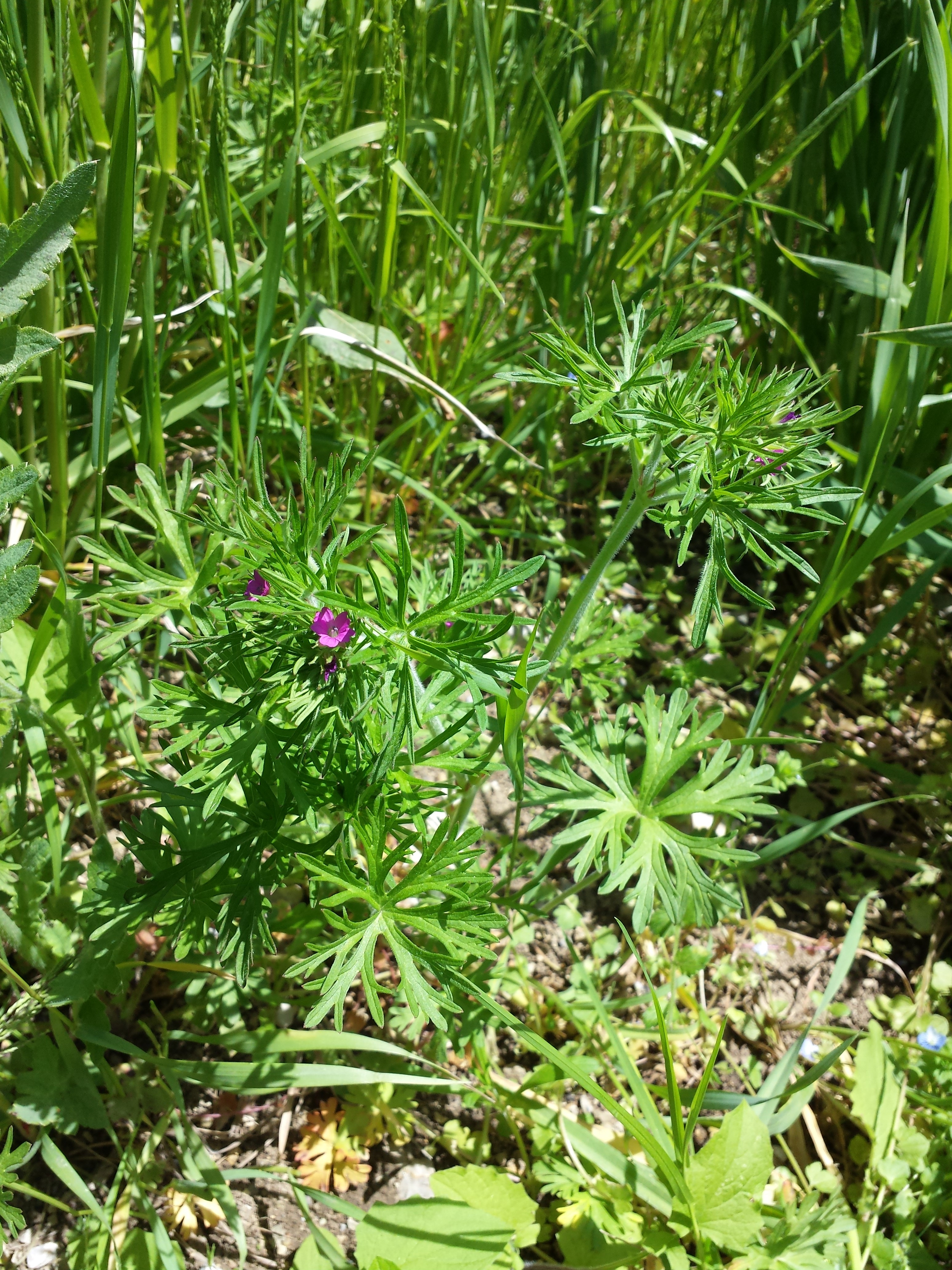